# Dolichocarpus
Dolichocarpus — рід грибів родини Opegraphaceae. Назва вперше опублікована 1949 року.

## Класифікація
До роду Dolichocarpus відносять 2 види:
- Dolichocarpus chilensis
- Dolichocarpus seawardii